# Slät lövbarkskinnbagge
Slät lövbarkskinnbagge (Aneurus laevis) är en insektsart som först beskrevs av Fabricius 1775.  Slät lövbarkskinnbagge ingår i släktet Aneurus och familjen barkskinnbaggar. Enligt den svenska rödlistan är arten sårbar i Sverige. Arten förekommer i Götaland och Öland. Artens livsmiljö är skogslandskap. Inga underarter finns listade i Catalogue of Life.

## Bildgalleri

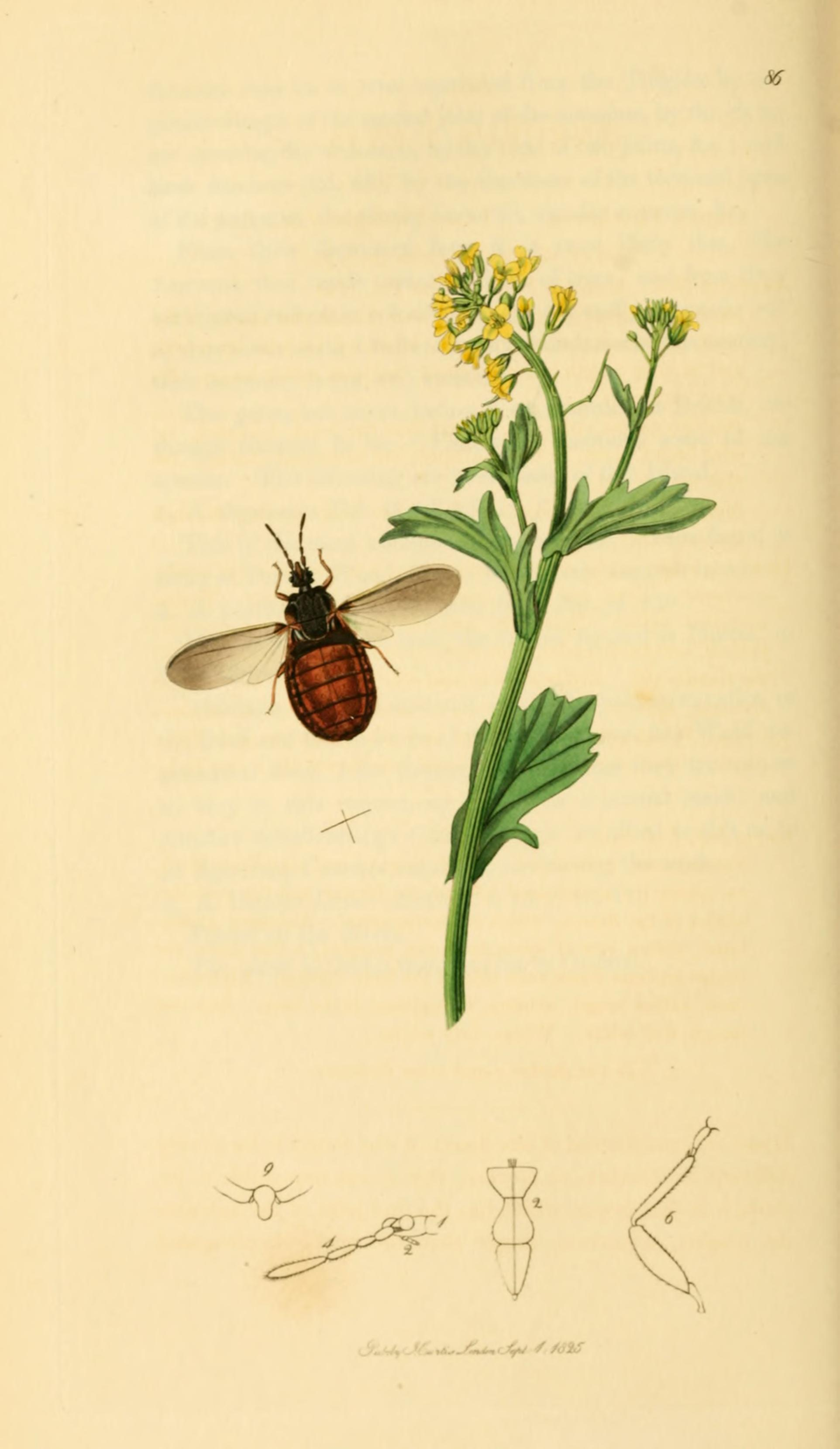